# Källfly
Källfly (Hypena crassalis) är en fjärilsart som först beskrevs av Fabricius 1787.  Källfly ingår i släktet Hypena, och familjen nattflyn. Arten är reproducerande i Sverige.

## Bildgalleri

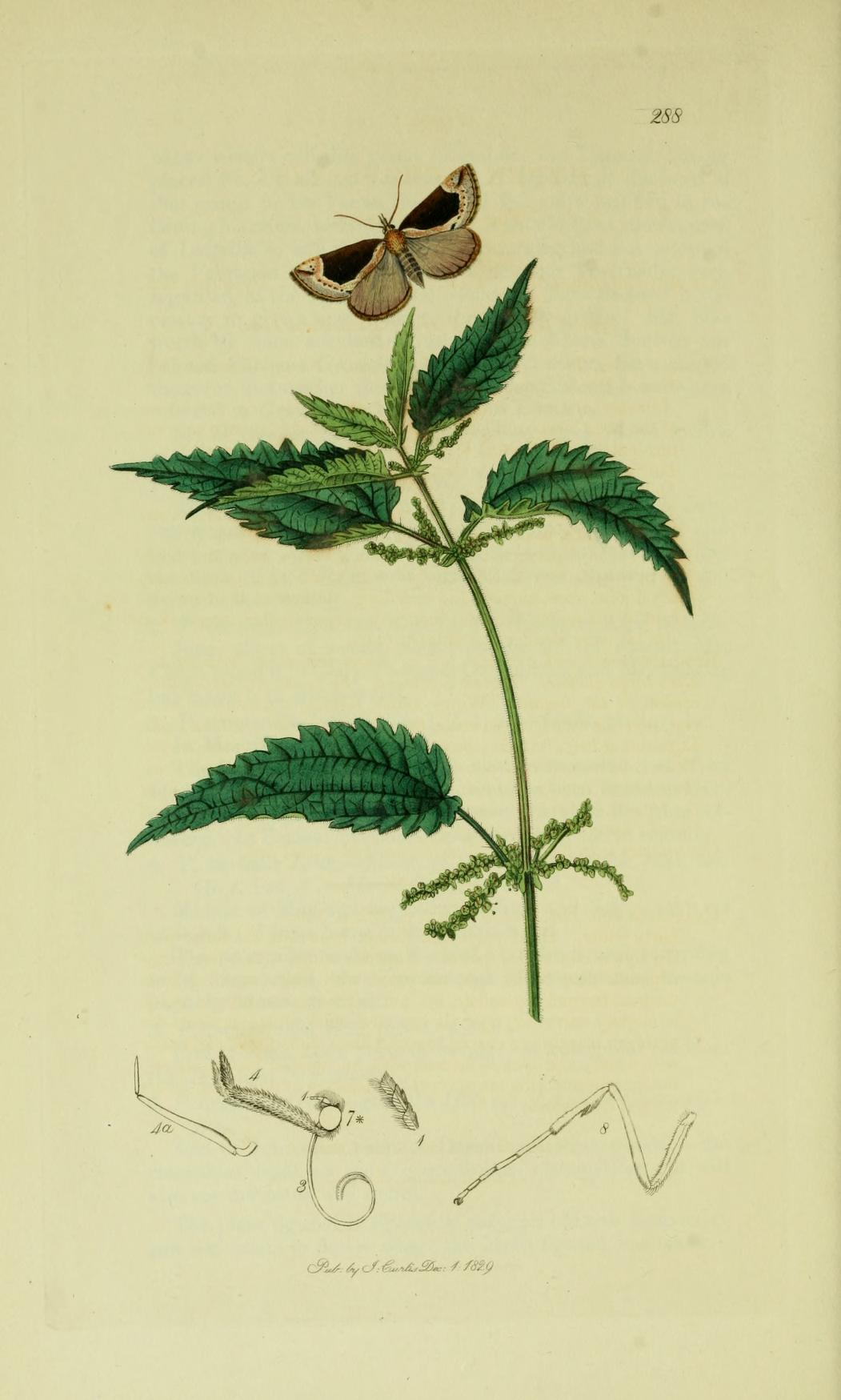